# Leopold van der Pals

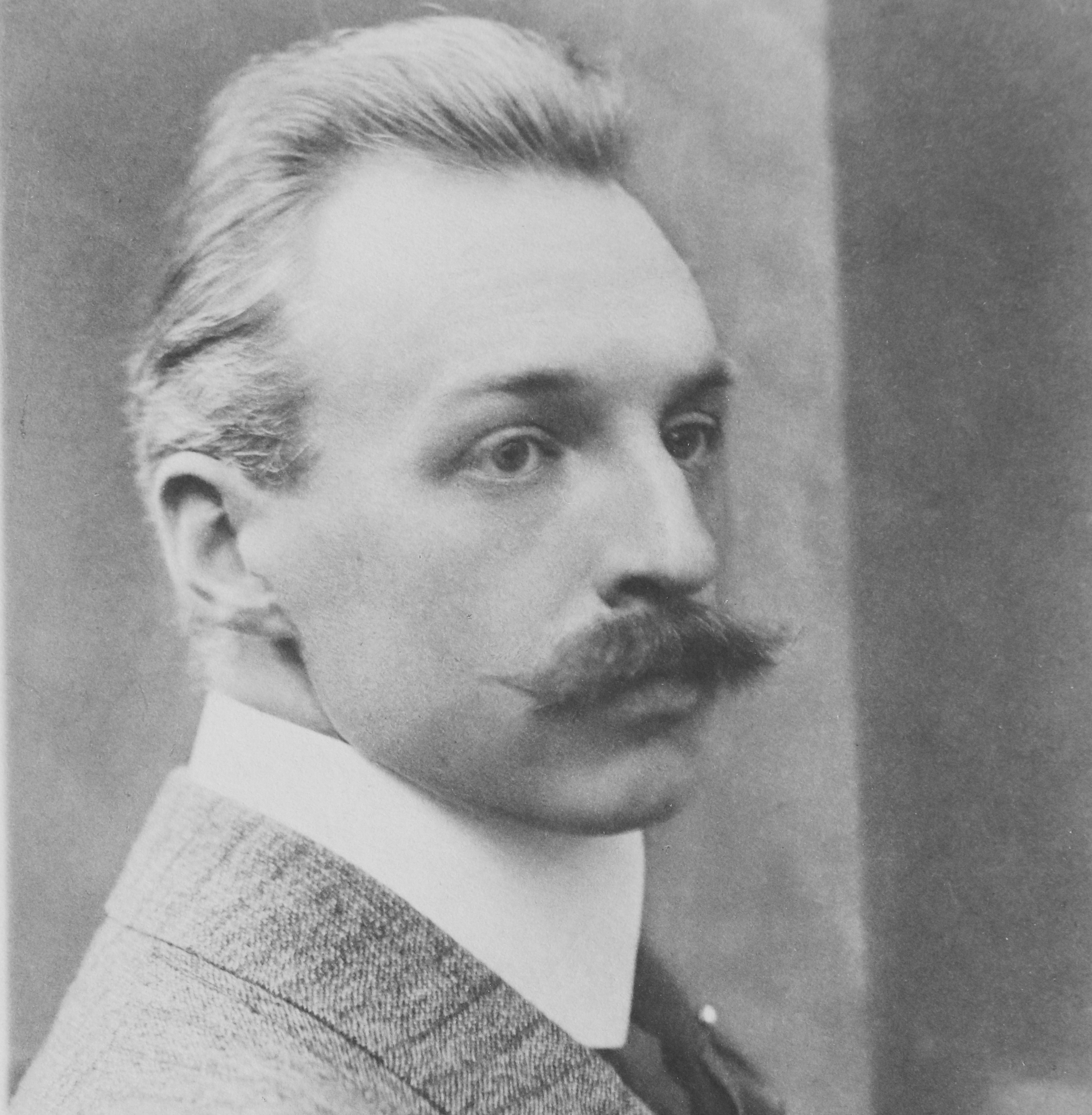
Leopold van der Pals um 1920

Leopold van der Pals (* 4. Juli 1884 in Sankt Petersburg; † 7. Februar 1966 in Dornach) war ein Komponist. Er ist der Bruder von Nikolai van Gilse van der Pals.

## Leben und Wirken
Leopold van der Pals war der Sohn des Konsuls und Unternehmers Henri van der Pals und dessen Frau Lucie, geb. Johannsen. Er besuchte das Gymnasium in seiner Geburtsstadt Sankt Petersburg und studierte Philosophie an der dortigen Universität. Seinen ersten Unterricht in Musiktheorie erhielt er von seinem Großvater Julius Johannsen (1826–1904), Direktor des Petersburger Konservatoriums. Er setzte seine Studien bei Blumberg (Klavier), Leocadie Kaschperow (Klavier), Herrbeck (Gesang) und Vokoloff (Theorie) fort.
1904 zog er nach Lausanne. Dort wurde er ein Schüler von Alexandre Denéréaz, der ihn am Klavier, in Harmonik und Kontrapunkt unterrichtete. 1906 heiratete er Maria von Behse, mit der er eine Tochter bekam. Von 1907 bis 1915 lebte und wirkte er in Berlin, wo er in den ersten beiden Jahren Komposition bei Reinhold Moritzewitsch Glière lernte, danach in Arlesheim bei Basel. Ab 1934 wohnte er in Dornach, wo er 1966 starb.
Zu seinem Werk gehören Orchesterwerke im neuromantischen Stil, Opern (u. a. Legende von der Prinzessin und dem gefesselten Jüngling), Klavierstücke und Lieder.